# Spotlight Finn Kalvik
Spotlight Finn Kalvik är ett samlingsalbum av Finn Kalvik, med låtar som är inspelade i Polar Studios i Stockholm. Albumet utgavs 1990 av skivbolaget Sonet Records. Låtarna är hämtade från albumen Kom ut kom fram från 1979, Natt og dag från 1981 och Tenn dine vakre øyne från 1982.

## Låtlista
1. "Kom ut kom fram" (från Kom ut kom fram) – 3:58
2. "Alle som blir igjen" ("Song for Guy" – Elton John/Finn Kalvik, från Kom ut kom fram) – 5:01
3. "Alene" (Ted Gärdestad/Finn Kalvik, från Kom ut kom fram) – 4:09
4. "På flukt" (från Kom ut kom fram) – 3:55
5. "Lilla vackra Anna" (Bengt Henrik Alstermark/Alf Prøysen), från Kom ut kom fram) – 3:46
6. "Senit" (Ted Gärdestad/Finn Kalvik), från Kom ut kom fram) – 3:19
7. "Min elskede kom hjem i går" (Inger Hagerup/Finn Kalvik, från Kom ut kom fram) – 1:54
8. "Tatt av vinden" (från Kom ut kom fram) – 5:06
9. "Aldri i livet" (från Natt og dag) – 4:06
10. "Velkommen-farvel" (Finn Kalvik/Ted Gärdestad, från Natt og dag) – 4:02
11. "Natt og dag" (från Natt og dag) – 4:01
12. "Frostroser" (från Natt og dag) – 2:50
13. "Livet og leken" (från Natt og dag) – 3:16
14. "Alvedans" (från Natt og dag) – 3:05
15. "Lyset" (från Tenn dine vakre øyne) – 3:32
16. "Tenn dine vakre øyne" (från Tenn dine vakre øyne) – 3:27
17. "Om og om igjen" (från Tenn dine vakre øyne) – 3:44

- Samtlia låtar skrivna av Finn Kalvik där inget annat anges.